# Forno (Moena)
Forno is een plaats (frazione) in de Italiaanse gemeente Moena.